# 1971 UG
1971 UG är en asteroid i huvudbältet, som upptäcktes 26 oktober 1971 av den tjeckiske astronomen Luboš Kohoutek vid Bergedorf-observatoriet.
Asteroiden har en diameter på ungefär 10 kilometer.